# Černý panter

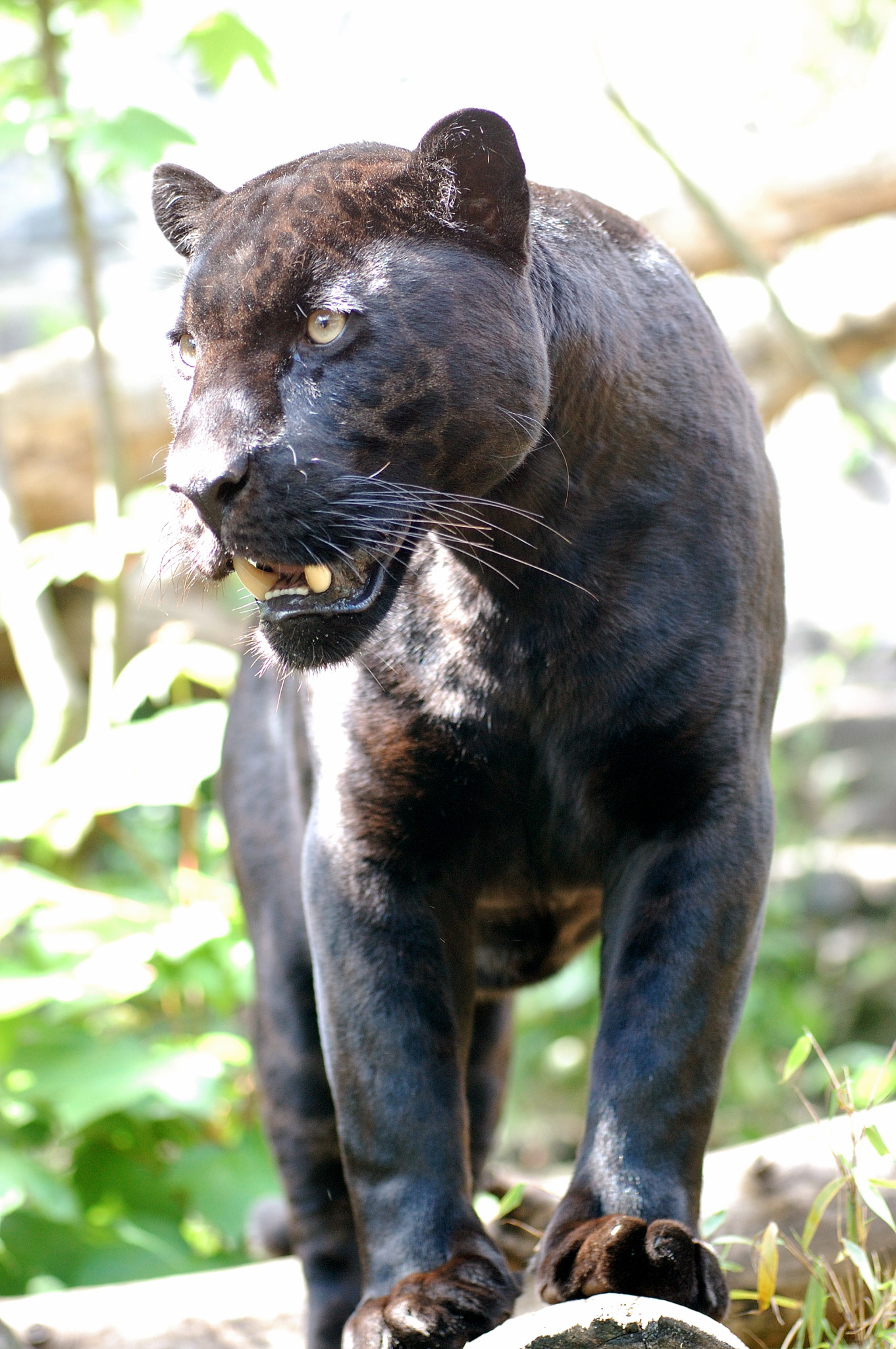
Černý panter – melanický jaguár

Černý panter je obecný název pro černě zbarveného jedince jaguára amerického nebo levharta skvrnitého. Toto zbarvení je důsledkem rozsáhlého výskytu tmavého pigmentu melaninu v kůži a srsti, způsobeného genem MC1R nebo ASIP.
Menší kočkovité šelmy (např. ocelot, margay, serval, kočka Temminckova) mohou mít rovněž černé zbarvení.
U pum a tygrů nebyl melanismus dosud uspokojivě prokázán, ačkoliv kolují lidové zkazky o černých formách i těchto druhů.
Melanismus je častější u koček žijících v oblasti rovníku v tropických deštných pralesích, než u těch ze stepí, savan a polopouští.